# Saint-Léonard (Normandia)
Saint-Léonard è un comune francese di 1 860 abitanti situato nel dipartimento della Senna Marittima nella regione della Normandia.

## Società

### Evoluzione demografica
Abitanti censiti